# Nowe Koprzywno
Nowe Koprzywno – wieś w Polsce położona w województwie zachodniopomorskim, w powiecie szczecineckim, w gminie Barwice.
We wsi wytwarzany jest tradycyjny chleb razowy koprzywieński.